# Jan Burian (Biathlet)
Jan Burian (* 11. Februar 1995) ist ein tschechischer Biathlet.
Jan Burian startet für KB Nové Město na Moravě. Er gab sein internationales Debüt im Rahmen der Biathlon-Juniorenweltmeisterschaften 2013 in Obertilliach. Im Einzel erreichte er mit drei Fehlern den 23. Platz und wurde mit fünf Schießfehlern 66. des Sprints, womit er das Verfolgungsrennen um sechs Ränge verpasste. Es folgten die Sommerbiathlon-Weltmeisterschaften 2013 in Forni Avoltri. Dort kam er an der Seite von Jitka Landová, Lea Johanidesová und David Tolar im Mixed-Staffelrennen als Schlussläufer zum Einsatz. Wie Tolar noch Junior, konnten sie den slowakischen Männern Matej Kazár und Miroslav Matiaško nichts entgegensetzen und verloren den Kampf um den dritten Rang und wurden Vierte. Nach dem Stehendanschlag musste er eine Strafrunde laufen. Danach nahm er an den Juniorenrennen teil und wurde mit drei Fehlern 13. des Sprints und mit sechs Fehlern Elfter der Verfolgung.